# Alaschani rozsdafarkú
Az alaschani rozsdafarkú (Phoenicurus alaschanicus) a madarak osztályának verébalakúak (Passeriformes) rendjéhez és a  légykapófélék (Muscicapidae) családjához tartozó faj.

## Rendszerezése
A fajt Nikolay Przhevalsky orosz biológus írta le 1876-ban, a Rutirilla nembe Rutirilla [sic] alaschanica néven.

## Előfordulása
Ázsiában, Kína területén honos. Természetes élőhelye mérsékelt égövi erdők és cserjések. Magassági vonuló.

## Megjelenése
Átlagos testhossza 16 centiméter.

## Természetvédelmi helyzete
Az elterjedési területe még elég nagy és a fakitermelés miatt folyamatosan csökken, egyedszáma 6000-15000 példány közötti és szintén csökken. A Természetvédelmi Világszövetség Vörös listáján mérsékelten fenyegetett fajként szerepel.